# Урмийское ханство
Урмийское ханство (азерб. Urmiya xanlığı, перс. خانات ارومیه‎) — ханство на территории северо-западного Ирана (провинция Азербайджан) в XVIII век—начале XIX веков. Первый Урмийский хан Фатали-хан Афшар вёл борьбу за власть в Иране. После него ханство ослабло и стало вассалом Каджарской династии. Административно было частью Урмийской провинции и Азербайджанского генерал-губернаторства. Столица — город Урмия. Урмийское ханство являлось сильнейшим южноазербайджанским ханством.

## История
Фатали-хан Афшар направил послов в Кахетию, Эриванское (Ереванское) и Карабахское ханства, требуя заложников в знак покорности. Посланники, однако, вернулись с отказом. Начались военные действия. Весной 1751 года большой отряд афшарских войск подступил к Эриванской крепости и осадил её. Однако вскоре урмийцам пришлось снять осаду и направиться в сторону Кахетии, ибо Кахетинский царь Ираклий II направил на помощь осажденным свои войска. Сражение завершилось победой урмийцев, и Фатали-хан Афшар получил заложников и контрибуцию.
В 1756 года он выступил против Карабахского ханства. Правда, афшарские войска не смогли взять хорошо укрепленную Шушинскую крепость, но поскольку длительная осада истощала запасы защитников, Панах Али-хан Карабахский решил внешне выразить покорность Фатали-хану Афшару, отдав своего сына Ибрагим-хана ему в заложники. Фатали-хану Афшару удалось также добиться признания его верховной власти Талышским ханством и Куткашенским султанством.

## Урмийские ханы
- Фатали хан Арашлу-Афшар 1747-1748
- Мехди хан Касимлу-Афшар 1748-1749
- Азад-хан Афган 1749-1757
- Фатали хан Арашлу-Афшар, (повторно) 1757-1762
- Рустам хан Касимлу-Афшар 1762-1763
- Багир хан Касимлу-Афшар 1763
- Рза Кули хан Касимлу-Афшар 1763-1772
- Имам Кули хан Касимлу-Афшар 1772-1783
- Мухаммед Кули хан Касимлу-Афшар 1784-1795
- Касим хан Касимлу-Афшар 1795-1796
- Мустафа Кули хан Касимлу-Афшар 1796-1797
- Мухаммед Кули хан Касимлу-Афшар (повторно) 1797
- Гусейн Кули хан Касимлу-Афшар 1797-1821
- Наджаф Кули хан Касимлу-Афшар 1821-1865[2]